# Scyphoproctus ornatus
Scyphoproctus ornatus är en ringmaskart som beskrevs av Hartmann-Schröder 1979. Scyphoproctus ornatus ingår i släktet Scyphoproctus och familjen Capitellidae. Inga underarter finns listade i Catalogue of Life.